# وليم يوبانك
وليم يوبانك (بالإنجليزية: William Eubank)‏ (و. 1982 – م) هو مخرج سينمائي، ومصور سينمائي، وكاتب سيناريو، ومنتج أفلام من الولايات المتحدة الأمريكية . ولد في الولايات المتحدة الأمريكية .

## التعليم
تعلم في جامعة كاليفورنيا، لوس أنجلوس

## روابط خارجية
- وليم يوبانك على موقع IMDb (الإنجليزية)
- وليم يوبانك على موقع ميتاكريتيك (الإنجليزية)
- وليم يوبانك على موقع روتن توميتوز (الإنجليزية)
- وليم يوبانك على موقع قاعدة بيانات الأفلام العربية
- وليم يوبانك على موقع ألو سيني (الفرنسية)
- وليم يوبانك على موقع ميوزك برينز (الإنجليزية)
- وليم يوبانك على موقع تيرنر كلاسيك موفيز (الإنجليزية)
- وليم يوبانك على موقع أول موفي (الإنجليزية)
- وليم يوبانك على موقع قاعدة بيانات الأفلام السويدية (السويدية)
- وليم يوبانك على موقع أول ميوزيك (الإنجليزية)